# Duomo di San Leo
Il duomo di San Leo, o di San Leone, è il principale luogo di culto di San Leo in provincia di Rimini, appartenente alla diocesi di San Marino-Montefeltro.

## Storia
Il sito su cui sorge il duomo, una protuberanza di roccia sedimentaria (arenaria), era adibito al culto delle divinità sin dall'epoca preistorica. L'edificazione del primo duomo altomedievale si ebbe nel VII secolo, quando l'antica Montefeltro (San Leo) venne eretta a civitas, diventando sede di una diocesi.
I resti della prima chiesa sono inglobati nell'attuale struttura romanica-longobarda. Ne rimangono inoltre numerosi frammenti scultorei, quali i resti del ciborio di san Leone, capitelli con motivi fitomorfici e i leoni alati del protiro, che sostengono una colonna della navata.
Su un pilastro della navata centrale, tra due testine ovoidali, è incisa la data 1173, probabilmente riferita ad un intervento di ristrutturazione di maestranze guidate da capomastri emiliano-lombardi.

## Descrizione

### Esterno

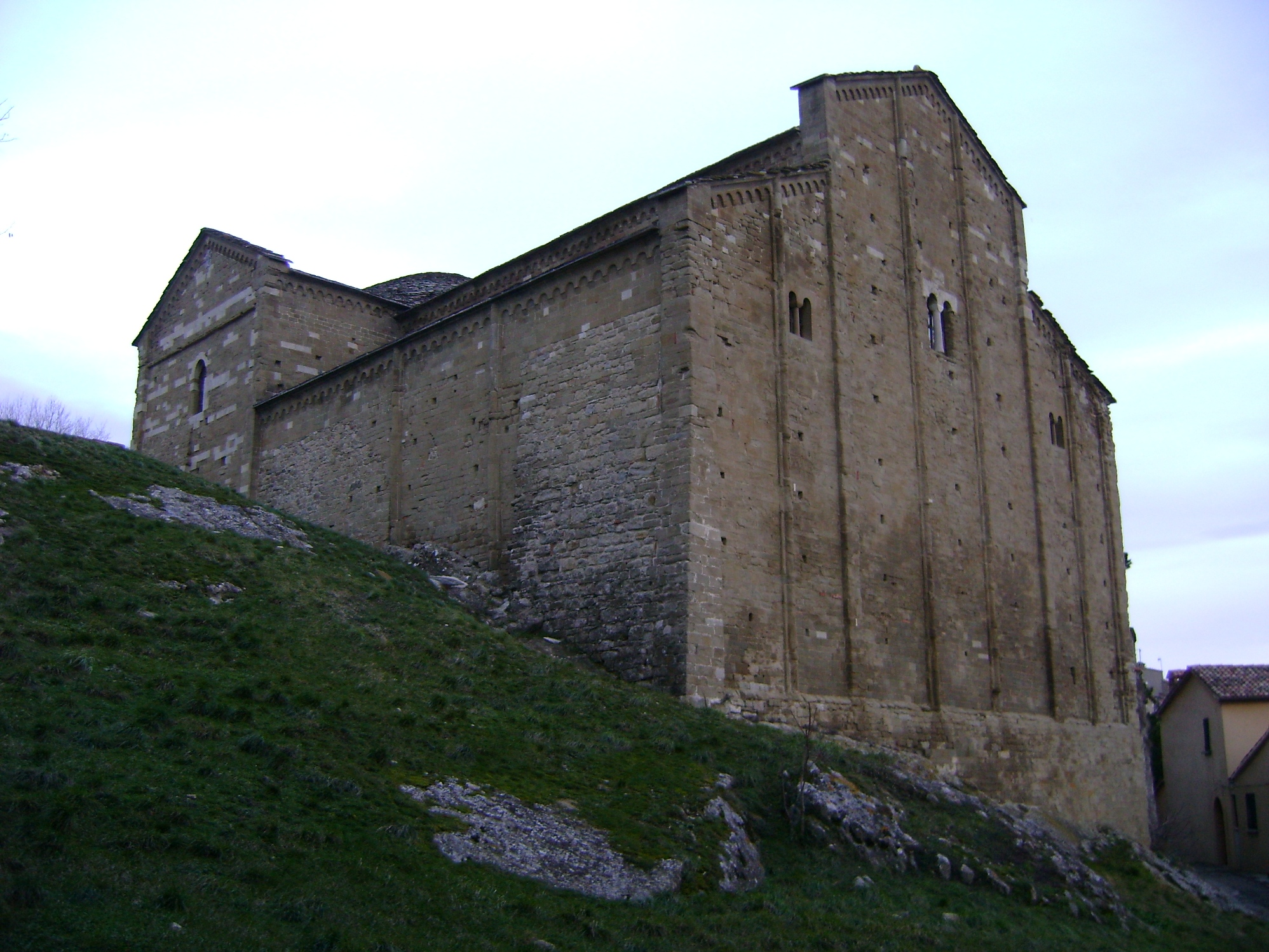
La facciata del duomo

Anticamente, il duomo non era in posizione isolata bensì affiancato dal palazzo vescovile, dalla sede dei canonici, da foresterie, ospedale, sacrestia e molto probabilmente dal battistero. Questi edifici, dalla torre alla pieve, costituirono per diversi secoli il quartiere cattedrale, una cittadella religiosa chiamata il Vescovado, probabilmente fortificata.
Le mura sono interamente composte di conci di arenaria levigati, esternamente di color ocra e internamente di color grigio ferrigna.
Con la ristrutturazione post-tridentina, operata nel XVI secolo, il pavimento fu disposto, anziché su due piani a quote diverse, ad un unico piano. Allo stesso periodo risalgono anche la balaustra che racchiude il presbiterio e lo scalone, di stile urbinate.
L'intera struttura presenta numerosi elementi asimmetrici. L'ingresso è posizionato su una fiancata anziché sulla facciata, situata su un ripido pendio roccioso. Il portale è sovrastato da busti scolpiti che raffigurano san Leone e san Valentino, proveniente dalla chiesa antica. Quello di San Leone è la più antica raffigurazione del Santo pervenuta ai giorni nostri. Come gran parte degli edifici di San Leo anche il duomo è privo di fondamenta poiché poggia direttamente sulla roccia. In essa sono inoltre scavate due scalette che conducono alla cripta. Le numerose monofore e bifore presentano strombature.

### Interno

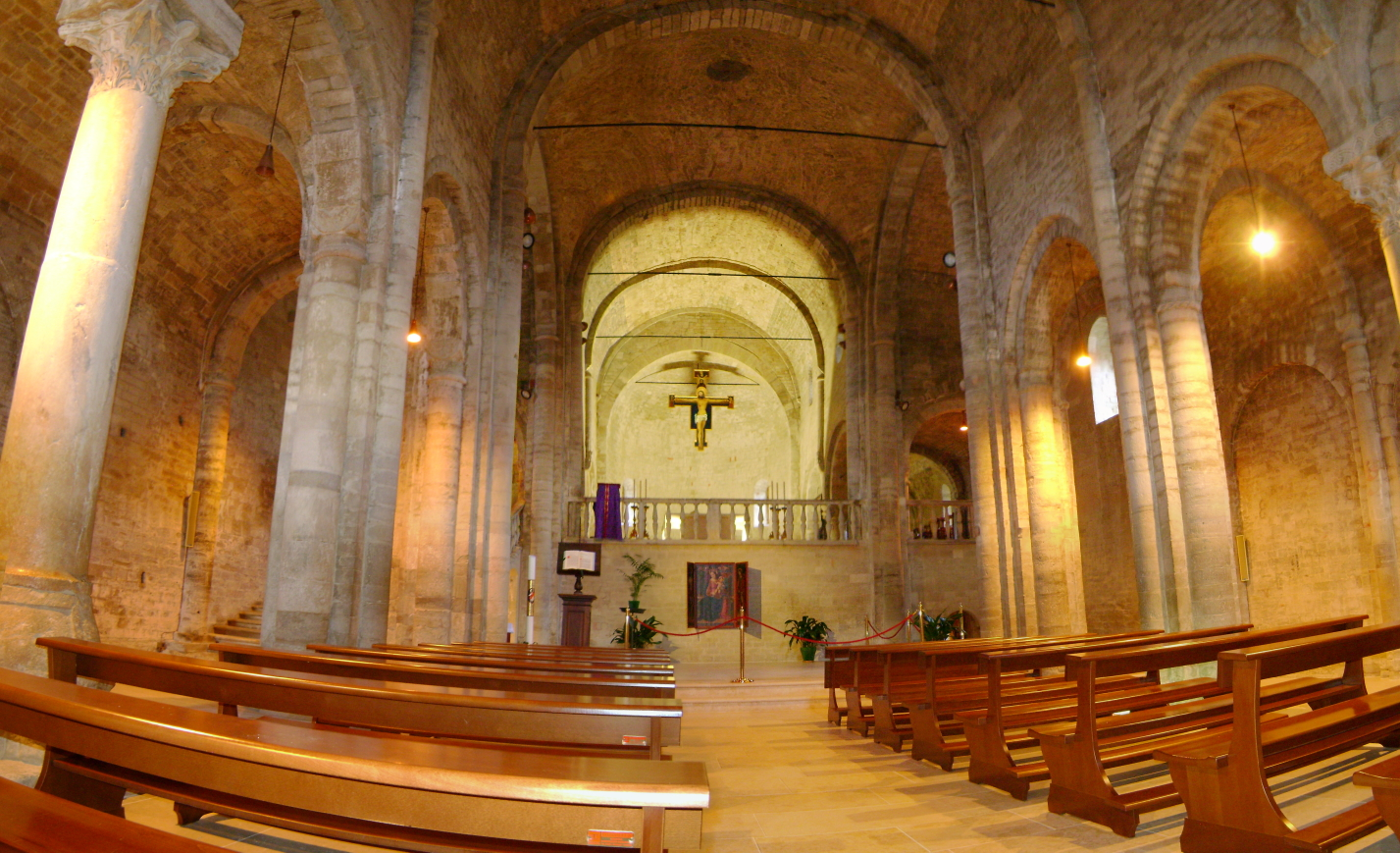
L'interno

La pianta della chiesa è a croce latina, con tre navate divise da pilastri a fascio e colonne di spoglio, che sorreggono archi a sesto spezzato, accennando all'imminente stile gotico. Ogni pilastro e ogni colonna è ornato a livello del capitello da bassorilievi che raffigurano animali del cosiddetto bestiario cristiano, che simboleggiano i vizi e le virtù. Vi sono inoltre il pesce, simbolo del Cristo, diverse stilizzazioni dell'Albero della Vita e figure di uomini e donne, ad esaltare l'attività umana. Per le dimensioni emergono telamoni e cariatidi, che nel centro della navata e del presbiterio si contrappongono in maniera simmetrica.
Nel duomo sono inseriti, senza un preciso ordine, rocchi di colonne romane di marmo, di cui quattro, impreziositi da capitelli corinzi, si alternano ai pilastri nelle navate e nel presbiterio, testimoniando la presenza di edifici di epoca romana in loco.
In fondo alla navata centrale sono presenti numerose tombe, dove sono sepolti i membri delle antiche famiglie gentilizie della città. Nel presbiterio vi è invece il grande crocifisso pendente, donato alla cattedrale nel 1205 dal conte Montefeltrano di Montefeltro. Esso era originariamente issato sul suo carroccio. Il corpo di Cristo è stato ridipinto più volte nel corso del tempo mentre le figure laterali sono originali.
Prima della ristrutturazione cinquecentesca le due rampe di scale mediante il quale si accede al presbiterio erano più strette e ripide, come lasciano supporre tracce nella parete destra. Plutei, transenne e un'iconostasi marcavano la divisione tra il presbiterio e l'aula dei fedeli al posto dell'odierna balaustra. L'altare inoltre risultava più piccolo e sovrastato dal ciborio, i cui frammenti sono esposti nel vicino museo d'arte sacra.

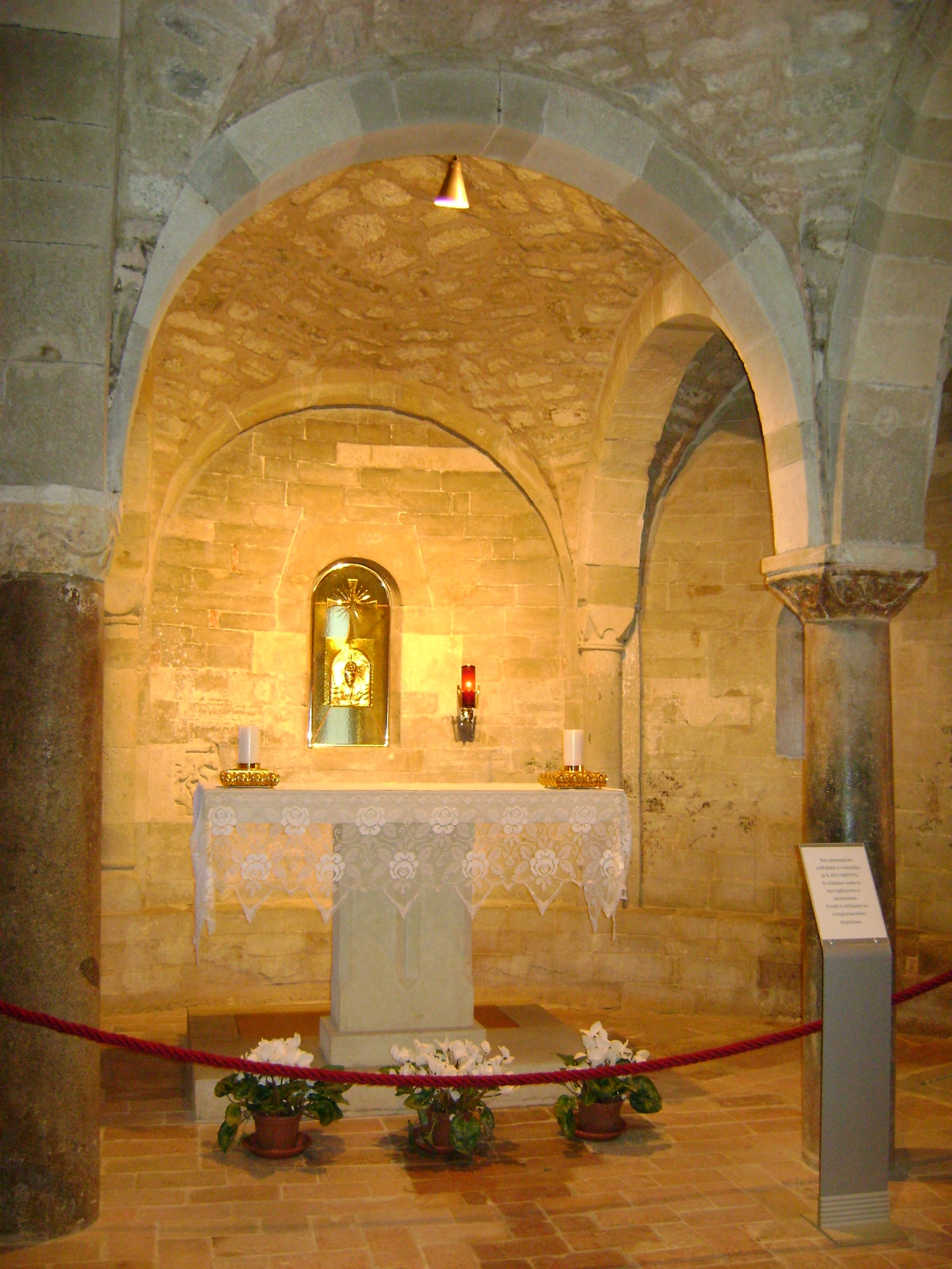
L'altare della cripta

La cripta riporta gli stessi lineamenti architettonici della chiesa sovrastante, con una maggiore omogeneità nelle forme romaniche, facendola risultare la parte più antica del complesso, con archi a tutto sesto, volte a crociera, colonne e pilastri cruciformi. La luce proviene da piccole finestre con doppia strombatura. Una peculiarità sta inoltre nel fatto di essere dedicata a san Pietro, la cui intitolazione è diffusa tra le chiese più antiche della zona, facendo supporre che la cripta stessa sia il risultato della ristrutturazione di un tempio precedente, forse un'abbazia. Sull'altare è collocata una reliquia di san Leo, donata nel 1953 dalla comunità di Voghenza, che ne custodisce in un santuario le spoglie dal 1016. In fondo alla cripta, in una nicchia, si trova il coperchio del sarcofago del Santo, risalente al V secolo, tipico esempio di sarcofago romano.

### Organo a canne
Appoggiato alla parete di controfacciata, a pavimento, si trova l'organo a canne, costruito nel 1964 dalla ditta Schuke Orgelbau di Potsdam-Berlin ed acquistato dal duomo di San Leo nel 2008.
Lo strumento, a trasmissione integralmente meccanica, ha due tastiere di 56 note (Do1-Sol5) ed una pedaliera dritta di 30 (Do1-Fa3).

## Curiosità
- Il terzo episodio dell'anime Lupin III - L'avventura italiana è ambientato a San Leo e nel Duomo.
- Caso più unico che raro il Duomo di San Leo condivide con il Duomo di Pennabilli (città divenuta nuova sede episcopale) il titolo di cattedrale della diocesi di San Marino-Montefeltro. Più precisamente per San Marino-Montefeltro si parla di "un'unica cattedrale nello spazio di due chiese".